# Palacio Al Baraka
El Palacio Al Baraka (en árabe: بيت البركة‎ (transliterado: Bait al-Baraka), también conocido como Palacio Seeb) es un palacio real ubicado en Seeb, al noroeste de Mascate. Es la residencia principal del Sultán de Omán.

## Historia
El palacio fue diseñado por los arquitectos británicos Page y Broughton, con un estilo relativamente moderno y rodeado por jardines, fue construido en la década de 1970 a inicios del reinado del sultán Qabus bin Said. En 1987, se añadieron al palacio seis villas, un majlis y un salón de deportes. La ampliación fue diseñada por la firma de arquitectura con sede en Chipre J+A Philippou.

## Centro de Cría de Mamíferos de Omán
El Centro de Cría de Mamíferos de Omán, cuyo objetivo es estudiar y ayudar a preservar el material genético de las especies en peligro de extinción, se encuentra en los terrenos del Palacio Al Baraka y está bajo el control de la Oficina de Conservación del Medio Ambiente. Es el hogar del leopardo de Arabia, el órice de Arabia, el tahr árabe y la cabra de Nubia.